# Joe Kieyoomia
Joe Kieyoomia, né en novembre 1919 et mort en février 1997, est un soldat navajo américain. Il est capturé par l'armée impériale japonaise après la chute des Philippines en 1942, pendant Seconde Guerre mondiale. Il est prisonnier de guerre à Nagasaki au moment du bombardement atomique mais survit, ayant apparemment été protégé des effets de la bombe par les murs en béton de sa cellule.
Les Japonais essaient en vain de lui faire décoder les messages dans le « Code Navajo », utilisé par le Corps des Marines des États-Unis, mais bien que Kieyoomia comprenne le navajo, les messages apparaissent absurdes car le code est déchiffrable uniquement par des personnes spécifiquement formées à son utilisation.
Kieyoomia est remarquable pour avoir non seulement survécu à la marche de la mort de Bataan puis à l'internement et à la torture associés dans un camp de concentration, mais aussi pour être un hibakusha, un survivant d'une explosion de bombe atomique.

## Carrière dans l'armée américaine

### Avant la Seconde Guerre mondiale
Joe Kieyoomia est né le 21 novembre 1919. Il rejoint l'armée américaine avant l'attaque de Pearl Harbour.

### Capture dans les îles Philippines

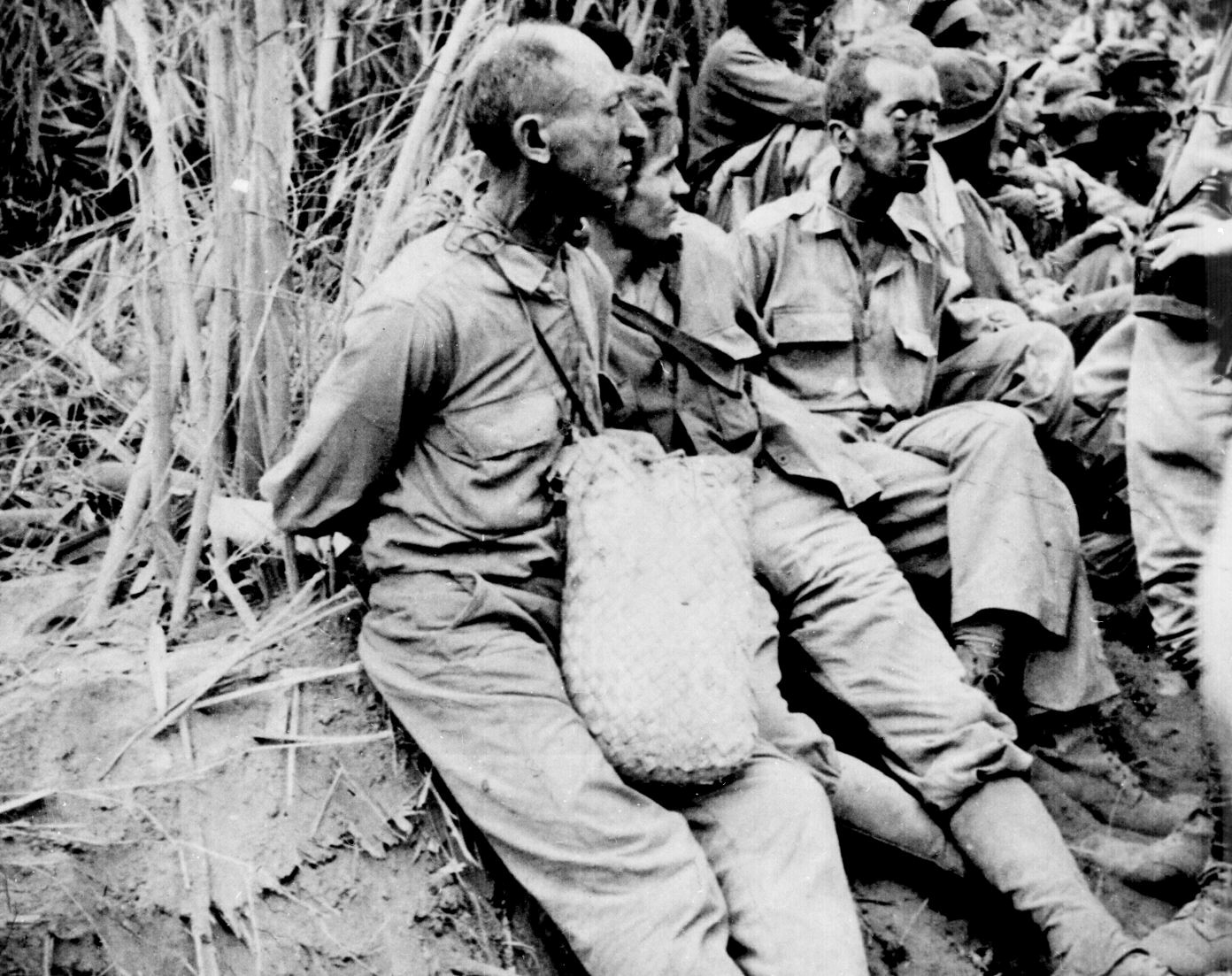
Prisonniers lors de la marche de Bataan vers le camp de prisonniers, mai 1942.

La reddition de la région de Bataan précipite la chute de Corregidor, un mois plus tard. Kieyoomia, ainsi que plus de 60 000 prisonniers de guerre philippins et 15 000 américains sont forcés de participer à la marche de la mort de Bataan.

### Prisonnier de guerre
Initialement torturé parce que ses ravisseurs pensaient qu'il était nippo-américain (et donc un traître), Kieyoomia subit des mois de punitions et de passages à tabac plus sévères avant que les Japonais n'acceptent sa revendication d'ascendance Navajo.
Il survit à la marche de la mort qui tue des milliers de soldats américains et philippins. Lorsque le code Navajo déconcerte les Japonais, Kieyoomia est interrogé et torturé bien que, alors qu'il était déployé aux Philippines, il ne savait même pas l'existence du code,. Même s'ils parlaient sa langue, il ne parvient qu'à comprendre une partie de ce que disaient les code talkers,.
En guise de punition pour son incapacité à déchiffrer le code et peut-être parce que les Japonais le considéraient comme peu disposé à déchiffrer le code, il est déshabillé et forcé de rester debout pendant des heures dans la neige épaisse jusqu'à ce qu'il parle. Lorsqu'il est finalement autorisé à retourner dans sa cellule, un garde l'a poussé, lui faisant déchirer la plante des pieds alors qu'ils étaient gelés au sol.
Après avoir survécu aux camps de prisonniers, aux hell ships et à la torture, Kieyoomia est prisonnier à Nagasaki lorsque cette ville est la cible de la deuxième bombe atomique larguée par l'US Army Air Forces. Kieyoomia survit à l'attaque, faisaint de lui un hibakusha, affirmant qu'il a été protégé par les murs en béton de sa cellule,.
Après 3 ans et demi en tant que prisonnier de guerre, il est abandonné dans la ville pendant trois jours après le bombardement, mais dit qu'un officier japonais l'a finalement libéré.

## Vie après la guerre
Après la guerre, Kieyoomia retourne aux États-Unis et retrouve l'usage de sa jambe blessée. Il vit jusqu'à 77 ans et meurt en 1997.